# Imaret
Imaret (turecky İmaret) byla osmanská stravovna a hostel pro poutníky a pro chudé.
Často byl součástí velkého komplexu staveb, známého pod názvem Vakif, ke kterým patřila nemocnice, medresa, mešita, karavansaraj, lázně apod.